# Dombeya ploocarpa
Dombeya ploocarpa är en malvaväxtart som beskrevs av Bénédict Pierre Georges Hochreutiner. Dombeya ploocarpa ingår i släktet Dombeya och familjen malvaväxter. Inga underarter finns listade i Catalogue of Life.